# 尼山薩滿傳
尼山薩滿傳（穆麟德轉寫：nišan saman i bithe）是一部流傳於滿洲、錫伯、赫哲、達斡爾、鄂倫春、鄂溫克等通古斯民族中的民間文學作品，描寫尼山薩滿幫助意外身亡的員外巴勒杜巴彦之子色爾古岱復活的過程。具體内容和名稱有多種版本。
最早的文字記錄是俄國通古斯語族學者格列边希科夫收集到的四種滿文手寫本：1908年獲得的手寫本來自齊齊哈爾，1909年在璦琿附近獲得兩种手寫本，1913年獲得的手寫本是滿族人德克登額（转写：dekdengge）在海參崴寫成的。這四個版本故事内容大體一致。以海參崴本最為完備，已翻譯成俄語、漢語、英語等多種語言。